# Alaiza Pașkevici
Alaiza Pașkevici (în belarusă Алаіза Пашкевіч, cu alfabet Łacinka: Ałaiza Paškievič; n. 3/15 iulie 1876, Piasčyna⁠(d), Vasiliškaŭski sieĺsaviet⁠(d), RSS Lituano-Bielorusă, Belarus – d. 5/18 februarie 1916, Starî Dvor⁠(d), gubernia Vilna, Imperiul Rus) a fost o poetă bielorusă și o activistă politică a Renașterii Național-Democrate Bieloruse.

## Viața și cariera
Alaiza Pașkevici s-a născut într-o familie înstărită din șleahtă. A absolvit Școala Privată V. Prozaravej din Vilnius. După ce s-a mutat în Sankt Petersburg, în 1902, a absolvit Gimnaziul Alexandria pentru fete și s-a alăturat unei școli pentru profesori de educație fizică, Lieshafta (1902-1904).
Pașkevici a fost una dintre persoanele care au fondat Partidul Socialist Bielorus. În 1904 a renunțat la învățătură și s-a întors la Vilnius. Ea a organizat grupuri de muncitori, a scris și promovat proclamații antiguvernamentale și a luat parte la dezbateri și mitinguri politice. Datorită activismului ei politic, a fost forțată să imigreze în Galiția, care făcea parte pe atunci din Austro-Ungaria. A locuit la Liov. A început să studieze gratuit la Facultatea de Filozofie a Universității din Liov. În 1906 a publicat doua colecții de poezii, Хрэст на свабоду și Скрыпка беларуская în Jovkva. În același timp a călătorit ilegal în Vilnius, unde a participat la publicarea ziarului Nasha Dola. Prima publicație a inclus povestea ei Jurământul ghearelor sângeroase.
Între 1908 și 1909 a locuit în Cracovia și a studiat la Facultatea de Științe Umane a Universității Jagiellone. În 1911 s-a căsătorit cu Steponas Kairys, un inginer lituanian și activist social democrat. În același an, s-a întors în Belarus și s-a alăturat revistei naționale pentru copii și adolescenți Łučynka.
În timpul Primului Război Mondial Alaiza Pașkevici a lucrat ca soră de caritate la spitalul militar din Vilnius. La începutul anului 1916, a călătorit la părinții ei și i-a ajutat săteni bolnavi de febră tifoidă, îmbolnăvindu-se și murind pe 5 februarie 1916.